# Jüri Allik
Jüri Allik (Tallinn, 3 marzo 1949) è uno psicologo estone.

## Biografia
Consegue il PhD in psicologia presso l'Università di Mosca, in Russia, nel 1976, e presso l'Università di Tampere, in Finlandia, nel 1991.
Svolge gran parte della sua carriera accademica presso l'Università di Tartu, dove è anche direttore del Dipartimento universitario di Psicologia e presidente della Fondazione delle Scienze Estone. Egli è, inoltre, uno degli editori della più importante rivista di scienze sociali e umane in lingua inglese, in Estonia.
Allik è stato rispettivamente presidente (1988-1994) e vice presidente (1994-2001) dell'"Associazione di Psicologia estone". Egli è, inoltre, membro straniero dell'Accademia delle Lettere e delle Scienze finlandese.
Nel 1998 ha ricevuto il premio della scienza nazionale estone nell'ambito delle scienze sociali.
I maggiori contributi di Allik alla psicologia internazionale riguardano principalmente due aree: la percezione visiva dei movimenti oculari e lo studio comparato dal collettivismo verso l'individualismo.
Di notevole importanza sono le sue pubblicazioni fortemente critiche, in lingua estone, su Sigmund Freud, sulla storia della psicologia, sulla misurazione della produttività della scienza, sulla transizione della scienza e sul controllo di qualità.

## Selezione di recenti pubblicazioni
- Allik, J., & McCrae, R.R. (2004). Towards a geography of personality traits: patterns of profiles across 36 cultures, Journal of Cross-Cultural Psychology, 35, 13-28.
- Allik, J., Realo, A. (2004). Individualism-collectivism and social capital, Journal of Cross-Cultural Psychology, 35, 29-49.
- Allik, J., Toom, M., & Luuk, A. (2003). Planning of saccadic eye movement direction and amplitude, Psychological Research, 67, 10-21.
- Kreegipuu, K., & Allik, J. (2003). Perceived onset time and position of a moving stimulus,  Vision Research, 43, 1625-1635.
- McCrae, R.R. & Allik, J. (Eds.), The Five-Factor Model Across Cultures, New York: Kluwer Academic/Plenum Publishers, 2002.
- Aavik, T. & Allik, J. (2002). The structure of Estonian personal values: A lexical approach, European Journal of Personality, 16, 221-235.
- Realo, A. & Allik, J. (1999). A cross-cultural study of collectivism: A comparison of American, Estonian, and Russian student, Journal of Social Psychology, 139, 133-142.
- Toomela, A. & Allik, J. (1999). Components of verbal working memory, Behavioral and Brain Sciences, 22 (1), 110-111.
- Allik, J. (1999). Perceiving enmattered form, Trames, 3 (53/48), 81-98.